# Снігур азорський
{{#ifeq:0|0|{{#if:|{{#if:Pyrrhulamurina|[[]}}|}}}}
Снігур азорський (Pyrrhula murina) — ендемічний вид острова Сан-Мігель із родини в'юркових (Fringillidae).

## Морфологічна характеристика
Цей снігур має довжину 15–17 см і вагу ≈ 30 г, при цьому самці трохи більші за самиць. Снігур азорський в порівнянні з іншими членами родини повненький, з коротшими крилами і довшим хвостом. Малюнок оперення подібний до євразійського снігура, хоча забарвлення більш похмуре, без яскраво-рожевого низу. Має чорну шапку, лице крила і хвіст; решта сіруваті чи блідо-сіро-коричневі. Самці й самиці практично ідентичні, хоча самці можуть виявляти слабку рожеву домішку на животі й боках. Контактний вигук — це характерний короткий, схожий на флейту, меланхолійний свист.

## Середовище проживання
Цей вид є ендеміком Азорських островів, Португалія, де він обмежений сходом острова Сан-Мігель. У 19 столітті, коли вважався шкідником фруктових садів, він був локально багатий, але після 1920 року в результаті вирубки лісів і полювання став рідкісним.
Цей вид, схоже, залежить від рідного лаврового лісу взимку та навесні, хоча насіння екзотичної Clethra arborea може бути важливою їжею в грудні-січні. Влітку та восени (травень-листопад) його середовище проживання більш консервативне, і птахи використовують голу землю, рослинність висотою менше двох метрів, а також узлісся. Екзотична рослинність, така як плантації японського червоного кедра Cryptomeria japonica в межах 200 м від рідного лісу, також використовується влітку.

## Спосіб життя
Птахи розмножуються з середини червня до кінця серпня, розміром кладки 3 яйця. Гніздо являє собою чашку з гілочок, сухої трави, рослинних волокон і моху, розміщену на висоті до 5 м над землею в хвойних деревах, зазвичай кедрових. Дієта включає щонайменше 37 різних рослин, 13 з яких, як відомо, важливі.